# Telenomus heteropterus
Telenomus heteropterus är en stekelart som beskrevs av Alexander Henry Haliday 1833. Telenomus heteropterus ingår i släktet Telenomus, och familjen gallmyggesteklar. Arten är reproducerande i Sverige.